# Grande Prêmio da Espanha de 1987
Resultados do Grande Prêmio da Espanha de Fórmula 1 realizado em Jerez em 27 de setembro de 1987. Décima terceira etapa da temporada, nele a vitória do britânico Nigel Mansell assegurou o título mundial de construtores para a Williams-Honda. Ao seu lado no pódio estavam Alain Prost e Stefan Johansson, pilotos da McLaren-TAG/Porsche.

## Classificação da prova
| Pos.   | Nº | Piloto             | Construtor             | Voltas | Tempo/Diferença | Grid | Pontos |
| ------ | -- | ------------------ | ---------------------- | ------ | --------------- | ---- | ------ |
| 1      | 5  | Nigel Mansell      | Williams-Honda         | 72     | 1:49'12"692     | 2    | 9      |
| 2      | 1  | Alain Prost        | McLaren-TAG/Porsche    | 72     | + 22"225        | 7    | 6      |
| 3      | 2  | Stefan Johansson   | McLaren-TAG/Porsche    | 72     | + 30"818        | 11   | 4      |
| 4      | 6  | Nelson Piquet      | Williams-Honda         | 72     | + 31"450        | 1    | 3      |
| 5      | 12 | Ayrton Senna       | Lotus-Honda            | 72     | + 1'13"507      | 5    | 2      |
| 6      | 30 | Philippe Alliot    | Lola-Ford              | 71     | + 1 volta       | 17   | 1      |
| 7      | 4  | Philippe Streiff   | Tyrrell-Ford           | 71     | + 1 volta       | 15   |        |
| 8      | 18 | Eddie Cheever      | Arrows-Megatron        | 70     | Pane seca       | 13   |        |
| 9      | 11 | Satoru Nakajima    | Lotus-Honda            | 70     | + 2 voltas      | 18   |        |
| 10     | 17 | Derek Warwick      | Arrows-Megatron        | 70     | + 2 voltas      | 12   |        |
| 11     | 9  | Martin Brundle     | Zakspeed               | 70     | + 2 voltas      | 20   |        |
| 12     | 16 | Ivan Capelli       | March-Ford             | 70     | + 2 voltas      | 19   |        |
| 13     | 7  | Riccardo Patrese   | Brabham-BMW            | 68     | + 4 voltas      | 9    |        |
| 14     | 23 | Adrian Campos      | Minardi-Motori Moderni | 68     | + 4 voltas      | 24   |        |
| 15     | 27 | Michele Alboreto   | Ferrari                | 67     | Motor           | 4    |        |
| 16     | 20 | Thierry Boutsen    | Benetton-Ford          | 66     | Acidente        | 8    |        |
| Ret    | 28 | Gerhard Berger     | Ferrari                | 62     | Motor           | 3    |        |
| Ret    | 3  | Jonathan Palmer    | Tyrrell-Ford           | 55     | Colisão         | 16   |        |
| Ret    | 25 | René Arnoux        | Ligier-Megatron        | 55     | Colisão         | 14   |        |
| Ret    | 10 | Christian Danner   | Zakspeed               | 50     | Transmissão     | 22   |        |
| Ret    | 24 | Alessandro Nannini | Minardi-Motori Moderni | 45     | Turbo           | 21   |        |
| Ret    | 19 | Teo Fabi           | Benetton-Ford          | 40     | Freios          | 6    |        |
| Ret    | 8  | Andrea de Cesaris  | Brabham-BMW            | 26     | Câmbio          | 10   |        |
| Ret    | 26 | Piercarlo Ghinzani | Ligier-Megatron        | 24     | Ignição         | 23   |        |
| Ret    | 14 | Pascal Fabre       | AGS-Ford               | 10     | Embreagem       | 25   |        |
| Ret    | 32 | Nicola Larini      | Coloni-Ford            | 8      | Suspensão       | 26   |        |
| DNQ    | 21 | Alex Caffi         | Osella-Alfa Romeo      |        |                 |      |        |
| DNQ    | 22 | Franco Forini      | Osella-Alfa Romeo      |        |                 |      |        |
| Fonte: |    |                    |                        |        |                 |      |        |

## Tabela do campeonato após a corrida
| Pos. | Piloto           | Pontos |
| ---- | ---------------- | ------ |
| 1    | Nelson Piquet    | 70     |
| 2    | Nigel Mansell    | 52     |
| 3    | Ayrton Senna     | 51     |
| 4    | Alain Prost      | 46     |
| 5    | Stefan Johansson | 26     |

| Pos. | Equipe              | Pontos |
| ---- | ------------------- | ------ |
| 1    | Williams-Honda      | 122    |
| 2    | McLaren-TAG/Porsche | 72     |
| 3    | Lotus-Honda         | 57     |
| 4    | Ferrari             | 26     |
| 5    | Benetton-Ford       | 20     |

| Pos. | Piloto           | Pontos |
| ---- | ---------------- | ------ |
| 1    | Jonathan Palmer  | 71     |
| 2    | Philippe Streiff | 64     |
| 3    | Ivan Capelli     | 38     |
| 4    | Pascal Fabre     | 35     |
| 5    | Philippe Alliot  | 34     |

| Pos. | Equipe       | Pontos |
| ---- | ------------ | ------ |
| 1    | Tyrrell-Ford | 135    |
| 2    | March-Ford   | 38     |
| 3    | AGS-Ford     | 35     |
| 4    | Lola-Ford    | 34     |

- Nota: Somente as primeiras cinco posições estão listadas e a campeã mundial de construtores surge grafada em negrito. Entre 1981 e 1990 cada piloto podia computar onze resultados válidos por temporada não havendo descartes no mundial de construtores.